# Christian IV:s gymnasium

Christian 4:s Gymnasium (tidigare Christian IV:s skola) vardagligt kallat för C4, är en gymnasieskola i Kristianstad med ca 420 elever läsåret 15/16. Skolan ligger i centrala Kristianstad. Skolan genomför undervisning i flera lokaler runtom i staden.
A-huset är skolans huvudbyggnad, med adress på Östra Boulevarden. B-huset kallas för danshuset och innehåller danssal, samt några undervisningssalar. C-huset är även lokaler för Kommunala Musikskolan. Huset används av musikeleverna. A-, B-, och C-husen har alla samma adress.
D-huset ligger på Centralskolan, med adress på Lasarettsboulevarden och är lokaler för Bild och Form. H-huset är Söderportgymnasiets huvudbyggnad. Fler och fler lektioner hålls på "grannskolan". M-huset (namn från ht/08, tidigare kallat H-huset.)Huset för medieämnen, matematik, moderna språk och engelska. Kristianstads Teater i Tivoliparken, används för teaterkurser.
Amanda Fondell vinnaren av "Idol 2011" och tvåan (samma år) Robin Stjernberg har gått på skolans estetiska program med inriktning musik.
Det har även Idol-deltagarna Calle Kristiansson (tvåa i 2009 års Idol) och Sibel Redzep (som slutade trea i 2005 års idol) gjort. 
Skolan erbjuder följande program/inriktningar från 2016: 
Estetiska programmet med inriktningarna 
- Bild och formgiving
- Musik
- Teater
- Estetik och media